# Mohamed Najar
 (avril 2025).
Si vous disposez d'ouvrages ou d'articles de référence ou si vous connaissez des sites web de qualité traitant du thème abordé ici, merci de compléter l'article en donnant les références utiles à sa vérifiabilité et en les liant à la section « Notes et références ».
Mohamed Najar, né le 6 octobre 1973 à Tunis, est un poète tunisien.
Il publie son premier recueil de poésie, intitulé Nocturnes, en 1998. Ce recueil obtient le prix de l'Union des écrivains tunisiens pour le meilleur livre édité la même année. La maison d'édition française L'Harmattan le publie en français en 2004.
En 2009, Najar édite son deuxième recueil, Un cabas de fruits.

## Publications
- Nocturnes, Paris, Éditions L'Harmattan, 2004, 17 p. (ISBN 978-2-296-35055-7, lire en ligne).
- Un cabas de fruits : poésie, Paris, Éditions L'Harmattan, 2009, 58 p. (ISBN 978-2-296-10099-2).